# Odolanów
Odolanów (niem. Adelnau) – miasto w województwie wielkopolskim, w powiecie ostrowskim, siedziba gminy miejsko-wiejskiej Odolanów, w Kaliskiem, nad Baryczą i Kurochem, ośrodek przemysłowy w Kalisko-Ostrowskim Okręgu Przemysłowym, w aglomeracji kalisko-ostrowskiej, ok. 11 km na wschód od Sulmierzyc, ok. 13 km na południowy zachód od Ostrowa Wielkopolskiego, ok. 27 km na północ od Twardogóry.
Według danych z 1 stycznia 2024 roku miasto liczyło 4941 mieszkańców. Drugie pod względem liczby ludności, po Ostrowie Wielkopolskim miasto powiatu ostrowskiego. Lokalny ośrodek usługowo–przemysłowy, zakład przetwórstwa gazu ziemnego.
Najstarsze historycznie miasto regionu ostrowskiego. Siedziba dawnego powiatu odolanowskiego.

## Położenie
Odolanów leży w południowej Wielkopolsce, na Nizinie Południowowielkopolskiej, w dolinie Baryczy i Kurocha.
1 stycznia 2024 roku powierzchnia miasta wynosiła 4,76 km².

## Nazwa
Nazwa Odolanów została stworzona prawdopodobnie przez mieszkańców pobliskiego Bogdaja, którzy mieli trudnić się rozbojem, a łupy przechowywać w miejscu oddalonym, otoczonym wodą, pośród bagien i błota.

## Historia

### Średniowiecze – lokacja miasta
Historia miejscowości sięga czasów średniowiecza. Już w 1301 roku istniała tu warownia o czym wspomniano przy opisie walk rycerstwa wielkopolskiego i opolskiego. Na początku XIV wieku Odolanów był niewielką miejscowością z około 20 domami. W 1372 roku król Ludwik Węgierski, przekazał Odolanów pochodzącemu z Łużyc, rycerzowi Bartoszowi z Wezenborga (nazywanego później Bartoszem z Odolanowa). Bartosz zbudował w Odolanowie murowany zamek i wkrótce zaczął organizować wyprawy m.in. przeciwko Krzyżakom. Około 1380 roku pojmał 59 rycerzy zmierzających do Malborka – uwięził ich i zażądał za nich okupu 27 tys. florenów. W rezultacie na początku września 1382 roku, wojska Ludwika Węgierskiego, na czele z 14-letnim Zygmuntem Luksemburskim, stanęły pod murami Odolanowa – oblężenie trwało kilka dni i zakończyło się ugodą z Bartoszem (zm. ok. 1395).
Lokacja miejska miała miejsce przed 1393 rokiem, w związku z czym Odolanów stał się miastem Korony Królestwa Polskiego, siedzibą powiatu i miastem królewskim. W 1403 roku król Władysław II Jagiełło, na mocy dokumentu wydanego w Koninie, uwolnił miasto Odolanów od podatków celnych i kontrybucji. Zarówno Jagiełło jak i kolejni królowie oddawali często miasto i zamek w zastaw. Z biegiem lat wyodrębniły się trzy części miasta: Śródmieście (obszar zamkowy–miasto właściwe) i dwa przedmieścia: Zamkowe oraz Górka.
W czasie wojny trzynastoletniej Odolanów wystawił w 1458 roku 4 pieszych, na odsiecz oblężonej polskiej załogi Zamku w Malborku.

### Konstancja (XVII w.)
Historyczne przedmieście Górka (obecnie część miasta: Odolanów–Górka), położone na lewym brzegu Baryczy, na początku XVII wieku przez kilka lat było odrębnym miastem o nazwie Konstancja. Konstancję założono w 1629 roku z myślą o napływających ze Śląska uchodźcach religijnych.

### Rozwój miasta

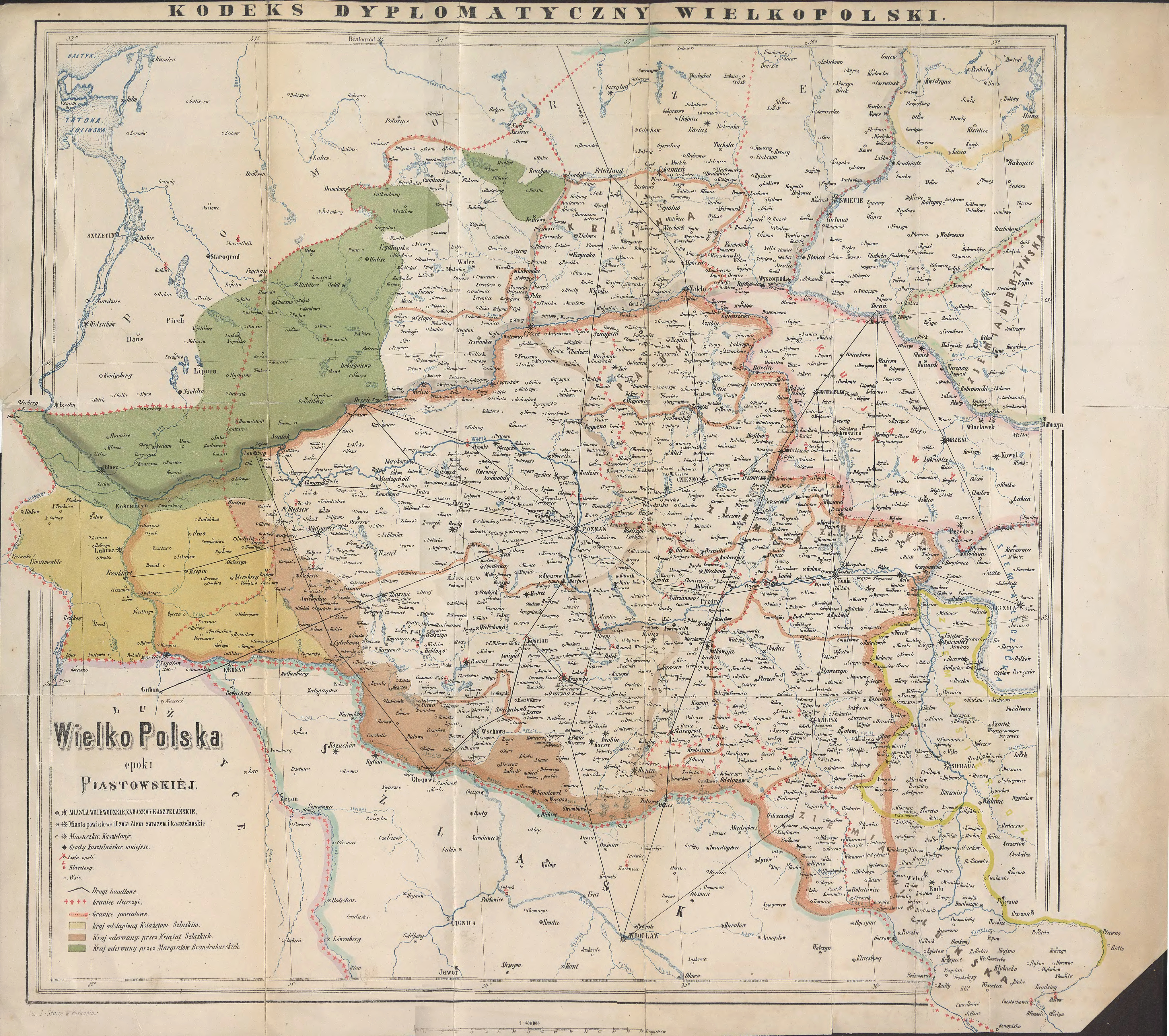
Historyczna mapa Wielkopolski w epoce piastowskiej z 1888 roku, na podstawie Kodeksu dyplomatycznego Wielkopolski z Odolanowem w jej granicach

W 1721 roku Odolanów liczył 148 mieszkańców. Od połowy XVIII wieku miasto przeżywało swój rozkwit. Starostą odolanowskim był Aleksander Antoni Sułkowski herbu Sulima, a liczba mieszkańców w 1793 roku zwiększyła się niemal sześciokrotnie i wynosiła 996 osób. W tym czasie w Odolanowie wzniesiono trzy świątynie (istniejące do dziś): kościół ewangelicki (1770–1780), kościół cmentarny pw. św. Barbary (1784) oraz kościół pw. św. Marcina (1794). W wyniku II rozbioru Polski w 1793 roku Odolanów został włączony do Królestwa Prus.
W latach 1807–1815 należał do departamentu kaliskiego Księstwa Warszawskiego.
W 1883 roku Odolanów liczył 2192 mieszkańców i był miastem wielokulturowym i wieloreligijnym. Pod koniec XIX wieku, pod względem wyznania mieszkańców: 1664 stanowili katolicy, 325 protestanci, a 203 żydzi.
W 1909 roku oddano do użytku połączenie kolejowe na trasie Odolanów ↔ Ostrów.
Mieszkańcy Odolanowa brali udział w walkach o niepodległość na ziemiach polskich w tym: w Wiośnie Ludów, a także jako wsparcie w Powstaniu Styczniowym i w Powstaniu Wielkopolskim. W okresie międzywojennym w miejscowości stacjonował komisariat Straży Granicznej i placówka II linii SG „Odolanów”.
Odkrycie złóż gazu ziemnego w pobliżu Odolanowa, na przełomie lat 60. i 70. XX wieku i wybudowanie Zakładu Odazotowania Gazu Ziemnego, przyspieszyło rozwój miasta i napływ ludności.

## Przynależność administracyjna
| Okres     | Flaga  | Państwo               | Jednostka administracyjna                   |
| --------- | ------ | --------------------- | ------------------------------------------- |
| 1945–1975 | Polska | Rzeczpospolita Polska | województwo poznańskie, powiat ostrowski    |
| 1975–1998 | Polska | Rzeczpospolita Polska | województwo kaliskie                        |
| 1999–     | Polska | Rzeczpospolita Polska | województwo wielkopolskie, powiat ostrowski |

## Demografia

### Ludność
| Liczba mieszkańców Odolanowa według danych GUS | Liczba mieszkańców Odolanowa według danych GUS | Liczba mieszkańców Odolanowa według danych GUS | Liczba mieszkańców Odolanowa według danych GUS | Liczba mieszkańców Odolanowa według danych GUS |
| Data (stan na 1 stycznia)                      | Liczba ludności                                | Przyrost                                       | Gęst. zaludnienia [os./km²]                    | Powierzchnia [km²]                             |
| ---------------------------------------------- | ---------------------------------------------- | ---------------------------------------------- | ---------------------------------------------- | ---------------------------------------------- |
| 2012                                           | 5098                                           | –                                              | 1071                                           | 4,76                                           |
| 2013                                           | 5089                                           | 10                                             | 1069                                           | 4,76                                           |
| 2014                                           | 5116                                           | 27                                             | 1075                                           | 4,76                                           |
| 2015                                           | 5134                                           | 18                                             | 1079                                           | 4,76                                           |
| 2016                                           | 5104                                           | 30                                             | 1072                                           | 4,76                                           |
| 2017                                           | 5138                                           | 34                                             | 1079                                           | 4,76                                           |
| 2018                                           | 5155                                           | 15                                             | 1083                                           | 4,76                                           |
| 2019                                           | 5130                                           | 25                                             | 1078                                           | 4,76                                           |
| 2020                                           | 5145                                           | 15                                             | 1081                                           | 4,76                                           |
| 2021                                           | 5114                                           | 31                                             | 1074                                           | 4,76                                           |
| 2024                                           | 4941                                           | 173                                            | 1038                                           | 4,76                                           |

## Gospodarka
Lokalny ośrodek usługowo–przemysłowy, zakład przetwórstwa gazu ziemnego, jeden z ośrodków aglomeracji kalisko-ostrowskiej i Kalisko-Ostrowskiego Okręgu Przemysłowego. W 2019 roku w rejestrze REGON zarejestrowanych było 588 podmiotów gospodarczych w Odolanowie.
| Największe firmy na terenie Odolanowa           | Największe firmy na terenie Odolanowa                                                            |
| Nazwa firmy                                     | Branża/przemysł                                                                                  |
| ----------------------------------------------- | ------------------------------------------------------------------------------------------------ |
| Deftrans                                        | produkcja mebli łazienkowych                                                                     |
| Dinopol (funkcjonuje od 1993 roku)              | produkcja opakowań z masy papierowej                                                             |
| Dombud (funkcjonuje od 1990 roku)               | budownictwo przemysłowe                                                                          |
| Dozagro                                         | produkcja, montaż i serwis urządzeń rolniczych                                                   |
| Krio Serwis                                     | naprawa silników przemysłowych                                                                   |
| M-Rol (funkcjonuje od 1974 roku)                | produkcja mieszalników rolniczych                                                                |
| Pupil Foods                                     | produkcja karmy dla zwierząt                                                                     |
| Wiązary Burkietowicz (funkcjonuje od 1895 roku) | konstrukcje drewniane                                                                            |
| Woseba                                          | spożywcza (kawa)                                                                                 |
| Zakłady PGNiG                                   | przeróbka i wytwarzanie: gazu wysokometanowego, skroplonego metanu, ciekłego azotu, helu i tlenu |

## Transport

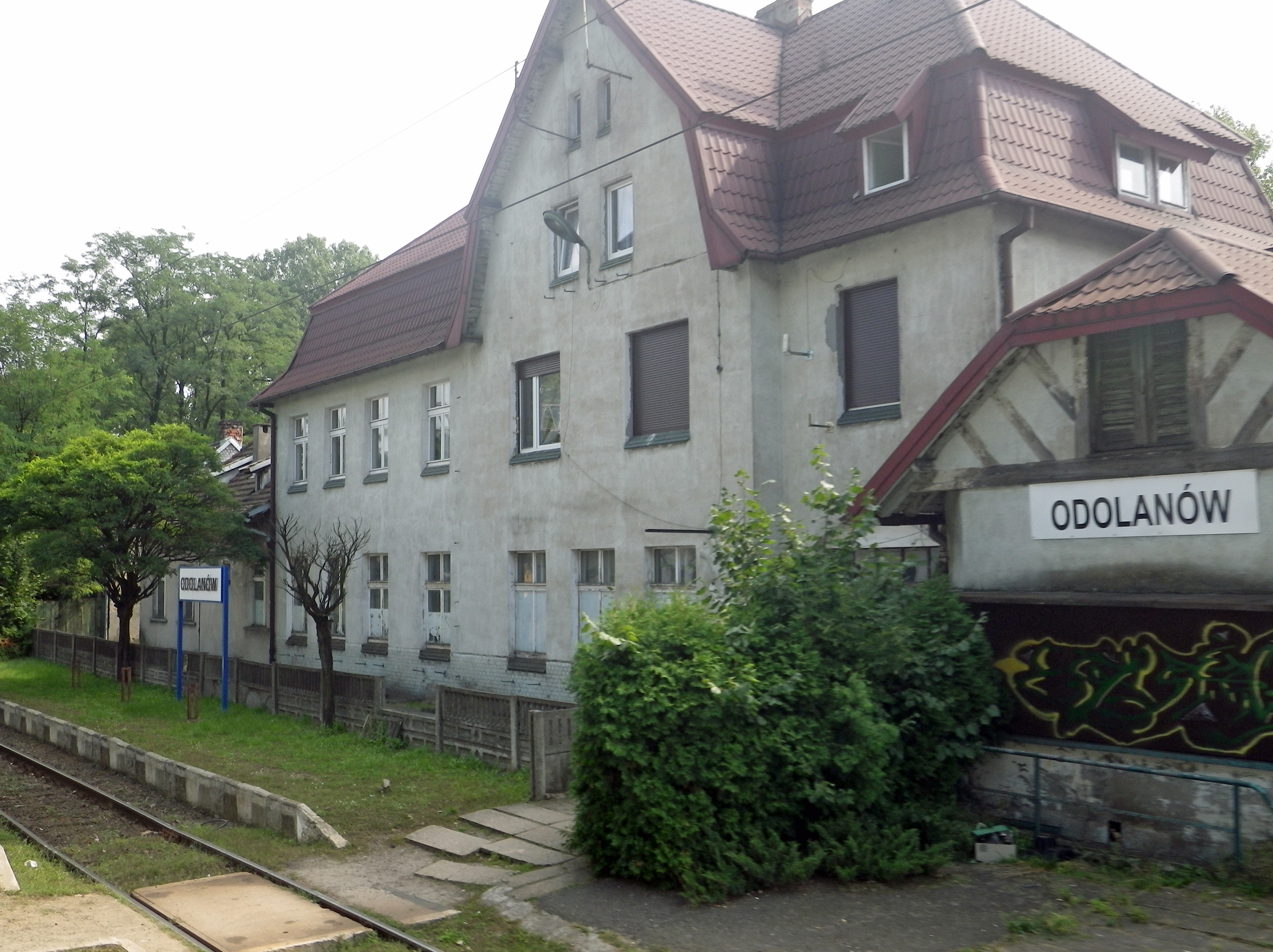
Stacja kolejowa Odolanów

### Transport drogowy
| Drogi wojewódzkie | Drogi wojewódzkie                 |
| Nr                | Relacja                           |
| ----------------- | --------------------------------- |
| 444               | Krotoszyn – Odolanów – Ostrzeszów |
| 445               | Ostrów Wielkopolski – Odolanów    |

### Transport kolejowy
| Linie kolejowe | Linie kolejowe                                    |
| Nr             | Relacja                                           |
| -------------- | ------------------------------------------------- |
| 355            | Ostrów Wielkopolski ↔ Odolanów ↔ Grabowno Wielkie |

## Turystyka i zabytki

### Zabytkowe kościoły
|  | Dawny kościół ewangelicki (1770–1780). Jeden z najstarszych zabytkowych kościołów powiatu ostrowskiego. Wybudowany w epoce późnego baroku na rzucie ośmioboku. Do 1832 roku w pobliżu kościoła stał zamek królewski (na osi ulicy Zamkowej przy placu Kościuszki), istniejący od czasów Kazimierza Wielkiego. |
|  | Kościół cmentarny pw. św. Barbary (Odolanów–Górka). Pierwotny drewniany kościół powstał w latach 1621–1622 z fundacji Gryzeldy Rozdrażewskiej. Po jego rozebraniu, wybudowano w tym samym miejscu drugi drewniany w 1784 roku. Wyposażenie stanowi m.in.: obraz świętej Barbary (1618), barokowy ołtarz główny (1791), a także rzeźby rzymskokatolickich świętych – Piotra, Pawła, Stanisława i Wojciecha (XVIII w.). |
|  | Kościół pw. św. Marcina (1794). Został wybudowany w miejscu zburzonego drewnianego kościoła z XV wieku. Wewnątrz znajduje się m.in. ołtarz z końca XVIII wieku. |

### Turystyka
Atrakcję turystyczną stanowią:
- Muzeum Regionalne (zbiory etnograficzne, historyczne, dzieła sztuki i wykopaliska archeologiczne)[4].

- neogotycki ratusz zbudowany w latach 1898-1899 z tablicą ku czci powstańców z czasów Wiosny Ludów[4]

- dawna synagoga z 1828 roku
- wieża ciśnień z 1903 roku zaprojektowana przez inż. Geislera z Bydgoszczy służy mieszkańcom do tej pory[24]. Wieża ciśnień została odremontowana na przełomie 2000/2001 r.[25]
- zabytkowy miejski układ urbanistyczny z XIV wieku

## Sport
| Dyscyplina  | Nazwa/klub               |
| ----------- | ------------------------ |
| Piłka nożna | MLKS Odolanovia Odolanów |

## Współpraca międzynarodowa
Miasta i gminy partnerskie:
- Niemcy: Heringen Helme
- Niemcy: Heringer Werra
- Francja: La Mézière
- Gruzja: Martvili
- Białoruś: Nieśwież
- Łotwa: Saulkrasti